# Luigi Illica
Luigi Illica (Castell'Arquato, 9 maggio 1857 – Castell'Arquato, 16 dicembre 1919) è stato un commediografo e librettista italiano.

## Biografia

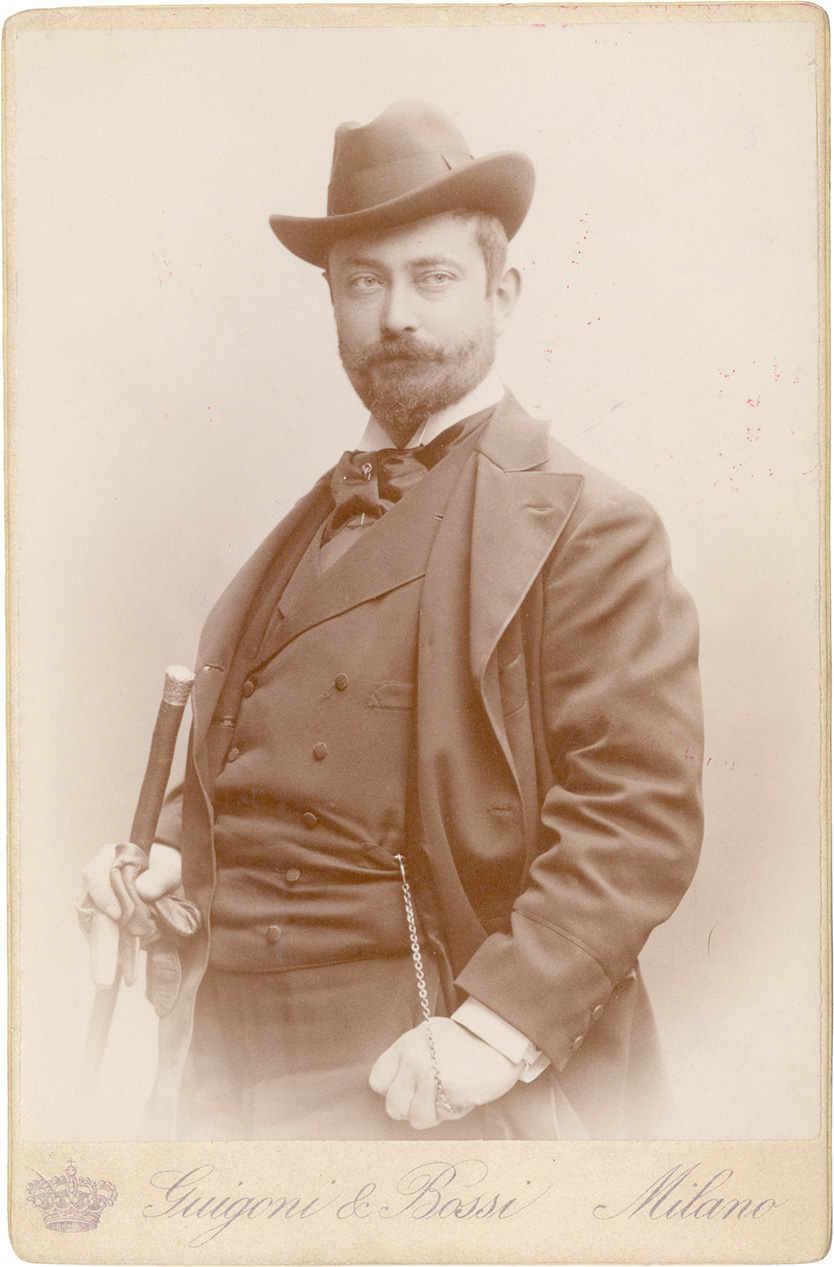
Luigi Illica

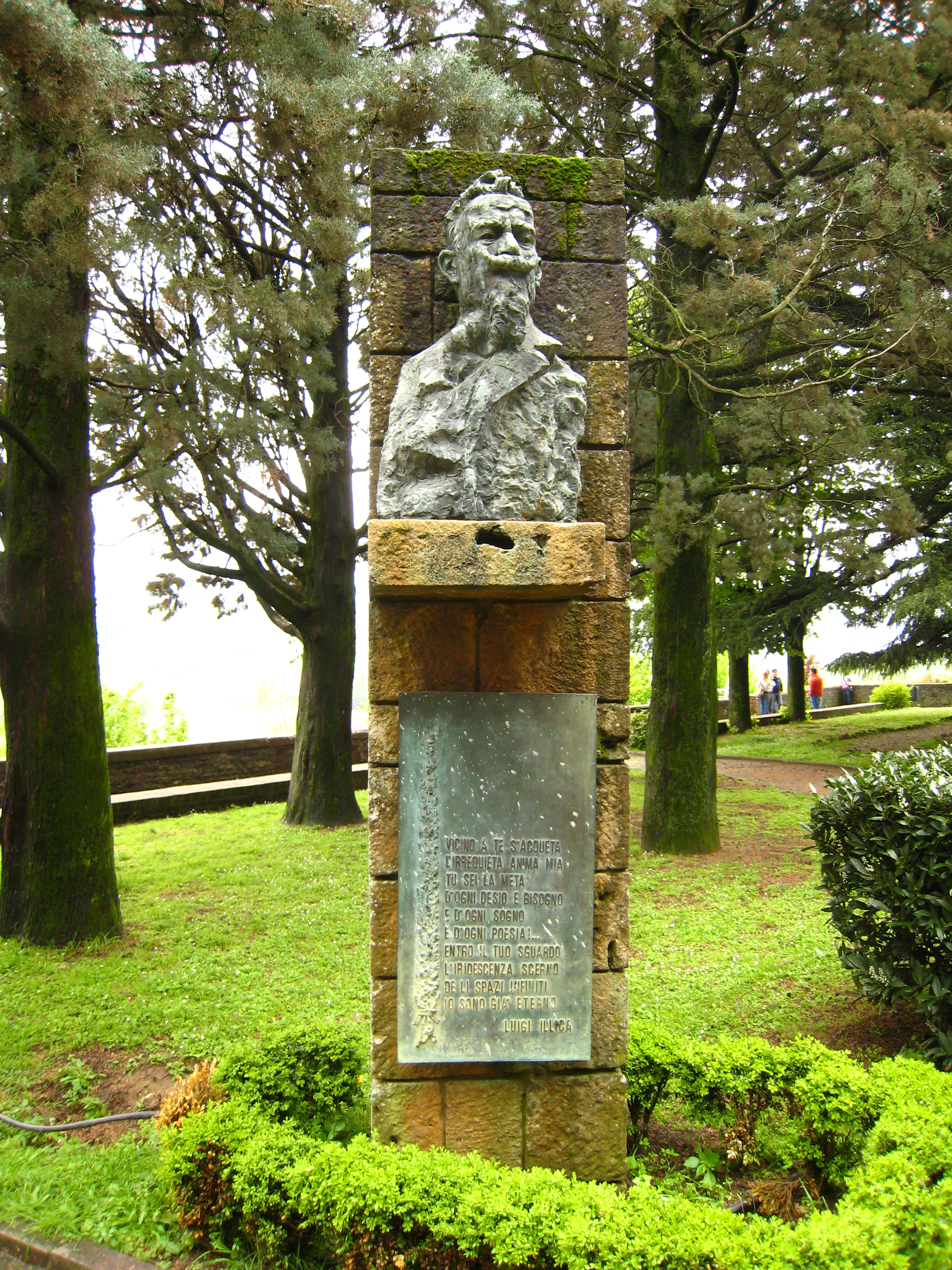
Il busto di Luigi Illica a Castell'Arquato

Insofferente nei confronti della disciplina familiare sin dalla più giovane età, abbandonò gli studi e visse una vita avventurosa. Al suo rientro in Italia abitò dapprima a Milano e in seguito a Bologna, dove fondò una rivista letteraria di ispirazione repubblicana. Nel 1882, tornato a Milano, pubblicò la sua prima raccolta di prose e poesie, Farfalle, effetti di luce. Si dedicò quindi al teatro scrivendo varie commedie e soprattutto, a partire dal 1892, libretti d'opera.
È sicuramente tra i principali librettisti dell'epoca post-verdiana e lavorò per Giacomo Puccini, Alfredo Catalani, Umberto Giordano e molti altri musicisti.
I suoi libretti sono un fedele specchio della cultura letteraria del tempo e delle correnti che la percorsero. Nell'attività di librettista fu di particolare rilievo l'incontro con Giuseppe Giacosa con il quale scrisse i suoi libretti più famosi, tutti di opere pucciniane: La bohème, Tosca, Madama Butterfly. I più fortunati, scritti da solo, sono Iris di Pietro Mascagni e   Andrea Chénier di Umberto Giordano.
Dopo la morte di Giacosa, scomparso nel 1906, tentò di proseguire la collaborazione con Puccini riprendendo il progetto di un dramma storico su Maria Antonietta. Per scelta del compositore tuttavia l'opera, alla quale i due artisti lavorarono a lungo, non fu mai portata a termine.
Morì all'età di sessantadue anni a Colombarone, poggio sopra Castell'Arquato. È sepolto in una tomba monumentale nel cimitero di Castell'Arquato, assieme alla consorte Rachele Gatti (1878-1955).
Nel 1961 fu fondato dal giornalista Cesare Pecorini il Premio Internazionale Luigi Illica, per valorizzare la figura del commediografo.